# Inodrillia dido
Inodrillia dido é uma espécie de gastrópode do gênero Inodrillia, pertencente a família Horaiclavidae.